# Calorguen
Calorguen is een plaats in het Franse departement Côtes-d'Armor, in de regio Bretagne. De plaats maakt deel uit van het arrondissement Dinan. Burgemeester van Calorguen is Martine Hinault, echtgenote van oud-wielrenner Bernard Hinault.

## Geografie
De oppervlakte van Calorguen bedraagt 8,5 km².

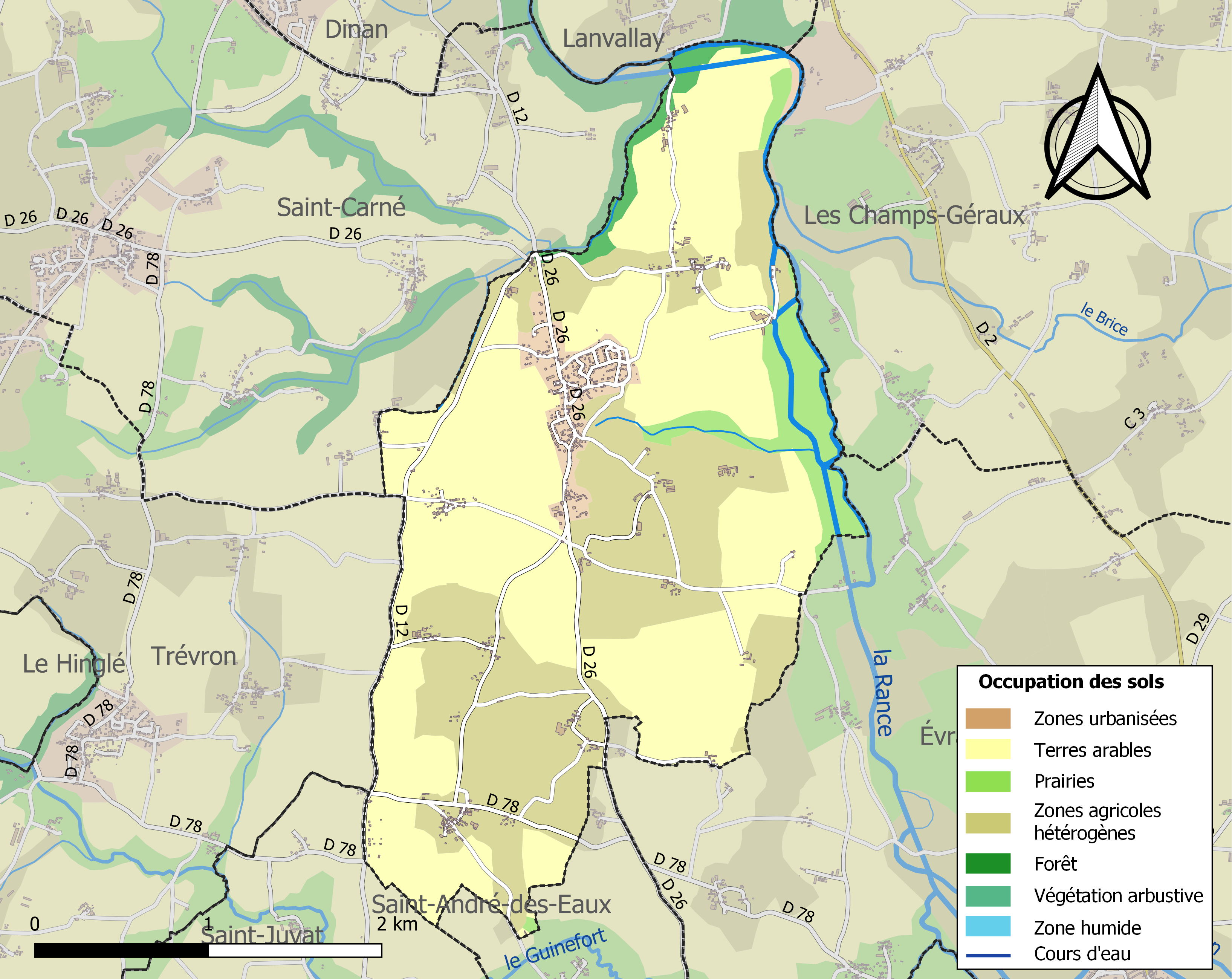
Kaart van de gemeente met de belangrijkste infrastructuur, bodemgebruik en omliggende gemeenten

## Demografie
Onderstaande figuur toont het verloop van het inwonertal (bron: INSEE-tellingen).

1. ↑  Populations de référence 2022.